# 1972 en Iran
Chronologie de l'Iran
- 1968
- 1969
- 1970
- 1971
- 1972
- 1973
- 1974
- 1975
- 1976

Cette page présente les faits marquants de l'année 1972 en Iran.

## Culture

### Sortie de film
Sauf indication contraire, les informations mentionnées dans cette section peuvent être confirmées par les bases de données cinématographiques IMDb et SourehCinema (fa),  présentes dans la section « Liens externes ».
- La Récréation, écrit et réalisé par Abbas Kiarostami.
- Sattar Khan, réalisé par Ali Hatami.
- La Source (film, 1972), réalisé par Arby Ovanessian.

## Naissances
- 18 mars : Rasul Khadem Azgadhi, lutteur.
- 21 avril : Narges Mohammadi, militante des droits de l'homme.
- 25 juin : Hedieh Tehrani, actrice.
- 13 septembre : Parsa Pirouzfar, acteur et metteur en scène.
- 1er octobre : Leila Hatami, actrice.